# Aleksandar Christow (Boxer)
Aleksandar Iwanow Christow (bulgarisch Александър Иванов Христов; englische Transkription: Aleksandar Ivanov Khristov; auch Alexander Hristov; * 28. Juli 1964 in Plowdiw) ist ein ehemaliger bulgarischer Boxer. 

## Karriere
Der in der deutschen Sportberichterstattung der beginnenden 1990er Jahre als Alexander Christov geführte Sportler bestritt laut eigener Aussage rund 380 Kämpfe und trainierte ab 1980 in der Boxabteilung des Clubs Lokomotive Plowdiw, wo er von den Trainern Jordan Kowatschew und Dimitar Dobrew als Talent erkannt wurde. Während seiner Militärzeit trainierte er auch beim Club ZSKA Sofia.
Christow wurde mehrfacher Bulgarischer Meister sowie Balkanmeister und konnte bereits 1985 in Budapest Vize-Europameister werden, nachdem er erst im Finale gegen Ljubiša Simić unterlegen war. Im Viertelfinale der WM 1986 in Reno unterlag er gegen Moon Sung-kil, in der Vorrunde der Goodwill Games 1986 in Moskau gegen Hvicha Khadryan.
1987 gewann er dann die EM in Turin, wobei er unter anderem Ljubiša Simić, René Breitbarth und Juri Alexandrow besiegen konnte. Beim Weltcup desselben Jahres in Belgrad verlor er im Viertelfinale wieder gegen Ljubiša Simić. Bei den Olympischen Spielen 1988 in Seoul besiegte er Peter Anok, Byun Jung-il, Jimmy Mayanja, Alexander Artemjew und Jorge Julio Rocha, ehe er erst im Finale gegen Kennedy McKinney unterlag und die olympische Silbermedaille gewann.
Bei der EM 1993 in Bursa schied er im Achtelfinale gegen Raimkul Malachbekow aus, er gewann jedoch im selben Jahr die Weltmeisterschaft in Tampere mit Siegen gegen Sean Fletcher, Chenoidov Davatseren, İlhan Güler und Joel Casamayor. Darüber hinaus gewann er 1994 den Weltcup in Bangkok, nachdem er sich gegen Abdelaziz Boulahia, Timofei Skrjabin, Bektas Abubakirow, István Kovács und Claudiu Cristache durchgesetzt hatte. Mit einem Sieg gegen Wladislaw Antonow gewann er zudem das Challenge Match 1994 in Dublin.
1996 gewann er Bronze bei der EM in Vejle, nachdem er unter anderem Artur Mikaelyan und George Olteanu bezwungen hatte, sowie im Halbfinale gegen István Kovács ausgeschieden war. Bei den Olympischen Spielen 1996 in Atlanta verlor er bereits in der Vorrunde gegen Carlos Barreto.

## Sonstiges
Christow ist Muslim, verheiratet und Vater von zwei Kindern. Er gründete 1998 seinen eigenen Boxclub, machte 2000 seinen Abschluss an der Nationalen Sportakademie „Wassil Lewski“ und arbeitete danach bis 2001 als Trainer beim deutschen Boxclub MBR Hamm, den er von der Oberliga in die Bundesliga führen konnte. Seine Verbindungen nach Deutschland stammen noch aus seiner Wettkampfzeit, wo er von 1990 bis 1996 für die deutschen Clubs Halle, Esslingen und Aalen in der Bundesliga geboxt hatte. 2017 eröffnete er einen neuen Boxclub.